# نهر كولورادو

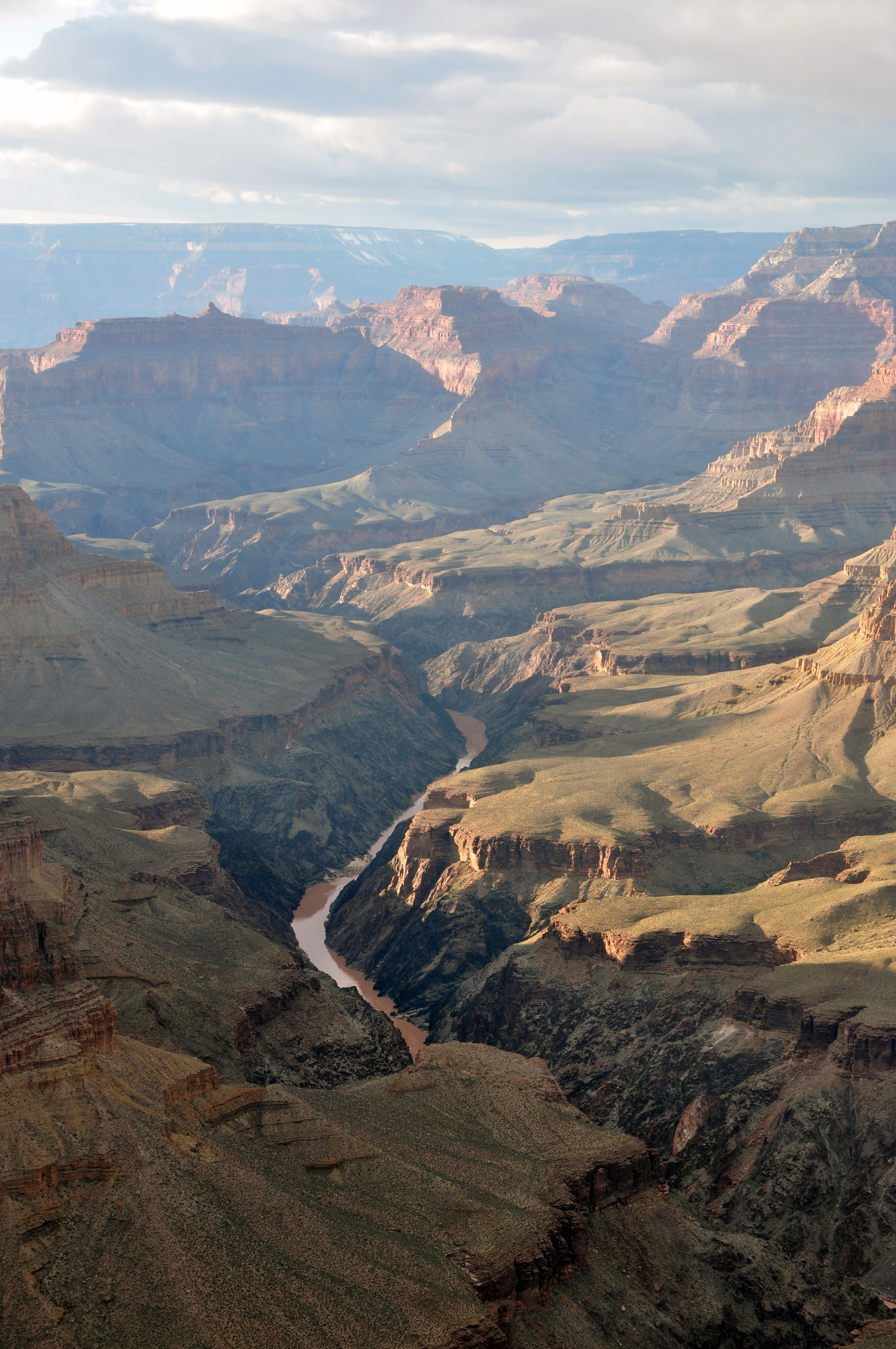
نهر كولورادو كما يظهر من الغراند كانيون

نهر كولورادو (بالإنجليزية: Colorado River) هو النهر الرئيسي لجنوب غرب الولايات المتحدة وشمال غرب المكسيك. هذا النهر البالغ طوله 1450 ميل ( 2330 كلم ) يصرف المياه من منطقة مطيرة ممتدة قاحلة ويمتد خلال 7 ولايات أمريكية وولايات مكسيكيتين، ينبع هذا النهر من وسط جبال روكي الأمريكية، ويمتد عامة في اتجاه جنوب الغرب خلال هضبة كولورادو حتى يصل لبحيرة ميد على الخط الفاصل بين أريزونا ونيفادا، حيث يجري جنوبا تجاه الحدود الدولية. في المكسيك نهر كولورادو يكون دلتا كبيرة حتى يصب في خليج كاليفورنيا بين باجا كاليفورنيا وسنورا.
نهر كولورادو ( المشهور بأوديته الضيقة وجريان مياهه السريع ) كولورادو مصدر حيوي للمياه للمناطق الزراعية والحضرية في أراضي الصحراء الجنوبية الغربية لقارة أمريكا الشمالية، هذا النهر وروافده يتم التحكم فيه عن طريق نظام ممتد من السدود والخزانات والبحيرات الصناعية، الذي يزود المياه لأغراض الري والإستخدامات المدنية لحوالي 40 مليون نسمة داخل وخارج واديه، كما أن السريان الكبير للمياه والميل الشديد لمجرى النهر يستخدم لتوليد الطاقة الكهرومائية كما أن سدوده الرئيسية توفر احتياجات الطاقة في أماكن كثيرة من الجبال الغربية. منذ منتصف القرن العشرين، الاستخدام الشديد للمياه أدّى لجفاف آخر 100 ميل ( 160 كلم ) من مجرى النهر بحيث أصبح لا يصل للبحر إلا في سنوات الأمطار الغزيرة.

## المسار
ينبع القسم الشمالي منه من شمال ولاية كولورادو من جبال روكي و يتجه نحو الجنوب الغربي ليدخل ولاية يوتا ثم ولاية أريزونا حيث شكّل فيها ما يعرف باسم الأخدود العظيم و الذي يبلغ طوله 450 كم ويجري في قاعه على عمق 1600 م وبعد خروجه من ذلك الأخدود يتجه نحو الجنوب حيث يدخل شمال المكسيك ليصب في خليج كاليفورنيا و أهم روافده نهر جيتا

## التدفق
| معدل التدفق الشهري لنهر كولورادو | معدل التدفق الشهري لنهر كولورادو | معدل التدفق الشهري لنهر كولورادو | معدل التدفق الشهري لنهر كولورادو | معدل التدفق الشهري لنهر كولورادو | معدل التدفق الشهري لنهر كولورادو | معدل التدفق الشهري لنهر كولورادو | معدل التدفق الشهري لنهر كولورادو | معدل التدفق الشهري لنهر كولورادو | معدل التدفق الشهري لنهر كولورادو | معدل التدفق الشهري لنهر كولورادو | معدل التدفق الشهري لنهر كولورادو | معدل التدفق الشهري لنهر كولورادو | معدل التدفق الشهري لنهر كولورادو |
| Month                            | Month                            | يناير                            | فبراير                           | مارس                             | أبريل                            | مايو                             | يونيو                            | يوليو                            | أغسطس                            | سبتمبر                           | أكتوبر                           | نوفمبر                           | ديسمبر                           |
| -------------------------------- | -------------------------------- | -------------------------------- | -------------------------------- | -------------------------------- | -------------------------------- | -------------------------------- | -------------------------------- | -------------------------------- | -------------------------------- | -------------------------------- | -------------------------------- | -------------------------------- | -------------------------------- |
| التدفق                           | قدم مكعب/ثانية                   | 9,650                            | 9,740                            | 10,500                           | 16,000                           | 28,000                           | 32,800                           | 18,300                           | 13,200                           | 10,900                           | 9,530                            | 9,620                            | 9,440                            |
| التدفق                           | م³/ثانية                         | 273.3                            | 275.8                            | 297.3                            | 453.1                            | 792.9                            | 928.8                            | 518.2                            | 373.8                            | 308.7                            | 269.9                            | 272.4                            | 267.3                            |

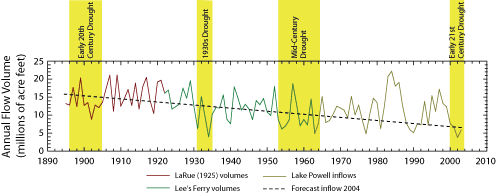
مخطط يظهر تدفق نهر كولورادو بين عامي 1890 و 2010

يصب نهر كولورادو في الوضع الطبيعي ما يقارب 18.63 كم3 من المياه في خليج كاليفورنيا سنوياً ليصبح بذلك معدل التدفق للنهر 610 م3/ث.

## الشعوب الأصلية

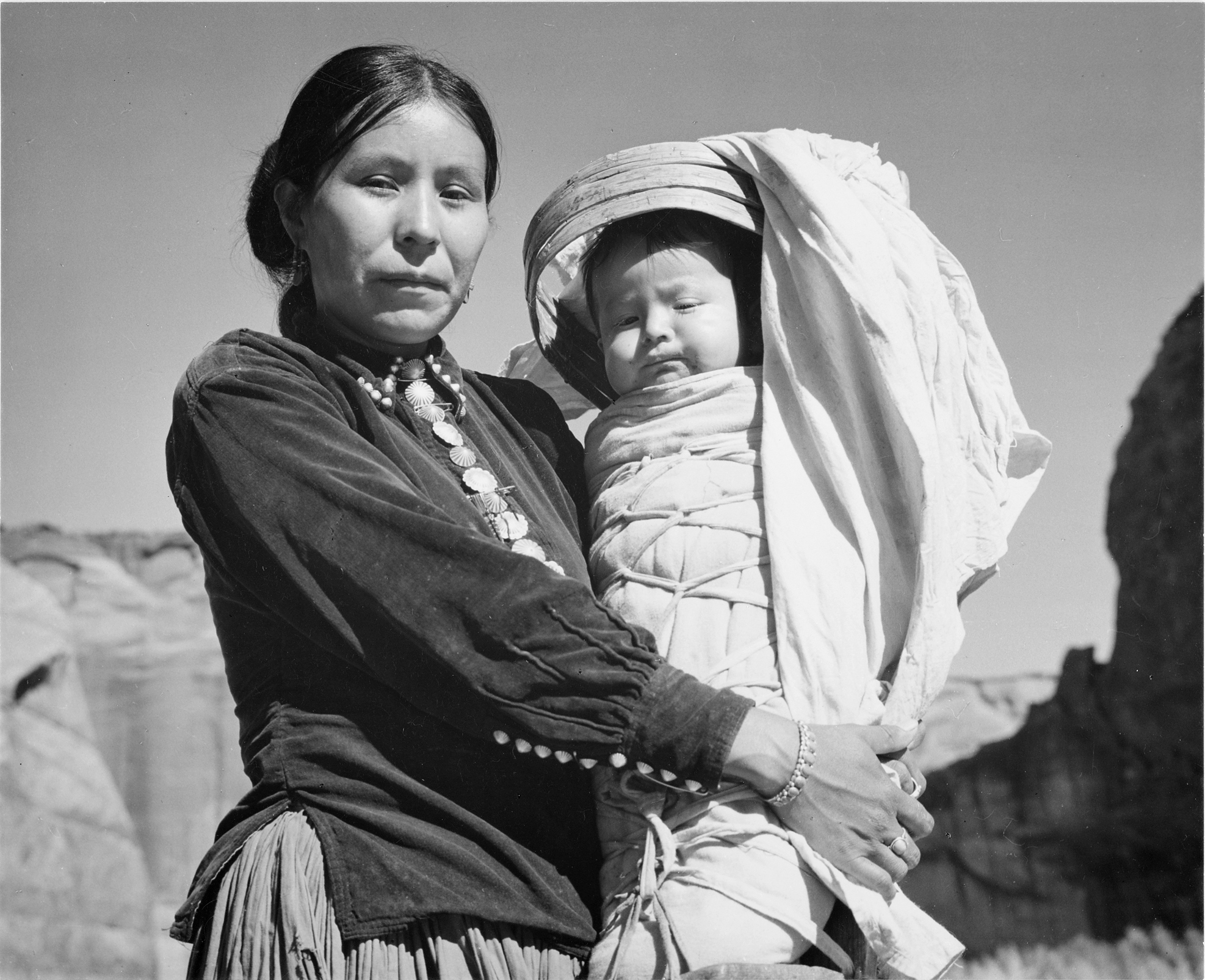
أم وطفلها من حوض نهر كولورادو

تعود أصول سكان حوض نهر كولورادو الأصليين إلى الهنود الذين ينتمون إلى العصر الحجري, حيث سكنوا المنطقة قبل 12,000 سنة تقريباً. لم تكن الحركة السكانية نشطة في حوض النهر، وللحصول على الغذاء اعتمد سكان الحوض على الجمع والالتقاط وصيد الحيوانات الصغيرة على خلاف أفراد حقبة بليستوسين الذين اعتمدوا على صيد الثدييات الكبيرة التي سرعان ما انقرضت.

## الحياة البرية
يعيش في النهر العديد من الحيوانات الأليفة كالقنفذ الكولوراودي والخشخوش الهندي

## الروافد
| Statistics of the Colorado's longest tributaries | Statistics of the Colorado's longest tributaries | Statistics of the Colorado's longest tributaries | Statistics of the Colorado's longest tributaries | Statistics of the Colorado's longest tributaries | Statistics of the Colorado's longest tributaries | Statistics of the Colorado's longest tributaries | Statistics of the Colorado's longest tributaries |
| Name                                             | State                                            | Length                                           | Length                                           | Watershed                                        | Watershed                                        | Discharge                                        | Discharge                                        |
|                                                  |                                                  | mi                                               | كيلومتر                                          | mi2                                              | km2                                              | cfs                                              | m3/s                                             |
| ------------------------------------------------ | ------------------------------------------------ | ------------------------------------------------ | ------------------------------------------------ | ------------------------------------------------ | ------------------------------------------------ | ------------------------------------------------ | ------------------------------------------------ |
| النهر الأخضر                                     | UT                                               | 730                                              | 1,170                                            | 48,100                                           | 125,000                                          | 6,048                                            | 171.2                                            |
| نهر هيلا                                         | AZ                                               | 649                                              | 1,044                                            | 58,200                                           | 151,000                                          | 247                                              | 7.0                                              |
| نهر سان خوان                                     | UT                                               | 383                                              | 616                                              | 24,600                                           | 64,000                                           | 2,192                                            | 62.0                                             |
| نهر ليتل كولورادو                                | AZ                                               | 356                                              | 573                                              | 26,500                                           | 69,000                                           | 424                                              | 12.0                                             |
| نهر دولوريس                                      | UT                                               | 229                                              | 369                                              | 4,574                                            | 11,850                                           | 633                                              | 17.9                                             |
| نهر غونيسون                                      | CO                                               | 164                                              | 264                                              | 7,930                                            | 20,500                                           | 2,570                                            | 73                                               |
| نهر فيرجن                                        | NV                                               | 162                                              | 261                                              | 13,020                                           | 33,700                                           | 239                                              | 6.8                                              |